# Jussinsaari (ö i Norra Karelen, Joensuu, lat 62,89, long 30,71)
Jussinsaari är en ö i Finland. Den ligger i sjön Koitere och i kommunen Ilomants i den ekonomiska regionen  Joensuu ekonomiska region  och landskapet Norra Karelen, i den sydöstra delen av landet, 400 km nordost om huvudstaden Helsingfors. Öns area är 0,5 hektar och dess största längd är 80 meter i nord-sydlig riktning.